# Odd Kvaal Pedersen
Odd Kvaal Pedersen född 1935, död 1990, var en norsk journalist, författare och översättare.
För sitt journalistiska arbete blev han 1986 tilldelad institutionen Fritt Ords pris Fritt Ords Honnør för «framsynt och vittfamnande publicistverksamhet om den undertryckta befolkningen i Sydafrika och om u-landsproblemen».
Han debuterade som skönlitterär författare 55 år gammal 1980 med romanen Dobbel frukt. 1987 fick han Kritikerpriset för dokumentärromanen Narren og hans mester om målaren Lars Hertervig.